# Морешть (Муреш)
Морешть, Морешті (рум. Morești) — село у повіті Муреш в Румунії. Адміністративно підпорядковане місту Унгень.
Село розташоване на відстані 262 км на північний захід від Бухареста, 11 км на південний захід від Тиргу-Муреша, 71 км на південний схід від Клуж-Напоки, 129 км на північний захід від Брашова.

## Населення
За даними перепису населення 2002 року у селі проживали 727 осіб.
Національний склад населення села:
| Національність | Кількість осіб | Відсоток |
| -------------- | -------------- | -------- |
| румуни         | 371            | 51,0%    |
| цигани         | 313            | 43,1%    |
| угорці         | 43             | 5,9%     |

Рідною мовою назвали:
| Мова      | Кількість осіб | Відсоток |
| --------- | -------------- | -------- |
| румунська | 389            | 53,5%    |
| циганська | 289            | 39,8%    |
| угорська  | 48             | 6,6%     |